# Église Notre-Dame-de-Lumière-et-Saint-Antoine de Marsaskala
L'église Notre-Dame-de-Lumière-et-Saint-Antoine est une église catholique située à Marsaskala, à Malte.

## Historique
L'église a été construite en 1748 sur le site d'une ancienne église dédiée à saint Jean-Baptiste qui a fermée en 1654.